# The Entertainer
„The Entertainer“ je klasická klavírní skladba Scotta Joplina z roku 1902.
Nejprve se prodávala jako noty u firmy John Stark & Son ze St. Louis ve státě Missouri a v 10. letech 20. století jako klavírní válečky, které se přehrávaly na klavírech. První nahrávku pořídili bluesoví a ragtimoví hudebníci Blue Boys v roce 1928, skladbu zahráli na mandolínu a kytaru.
Jako jedna z klasik ragtimu se vrátila do mezinárodního povědomí v rámci ragtimového revivalu v 70. letech 20. století, kdy byla použita jako hudební motiv k oscarovému filmu Podraz z roku 1973. Adaptace skladatele a klavíristy Marvina Hamlische se dostala na 3. místo popového žebříčku Billboardu a v roce 1974 se udržela po dobu jednoho týdne na 1. místě žebříčku easy listening. Děj filmu se odehrává ve 30. letech 20. století, tedy celou generaci po skončení mainstreamové popularity ragtimu, což vyvolává nepřesný dojem, že ragtimová hudba byla v té době populární.
Recording Industry Association of America ji zařadila na 10. místo svého seznamu „Skladby století“.

## Hudba
Skladba „The Entertainer“ má podtitul „A Rag Time Two Step“, což byla forma tance oblíbená přibližně do roku 1911 a styl, který byl v té době mezi ragy běžný. Struktura je následující: Intro-AA-BB-A-CC-Intro2-DD.
Primárně je skladba zasazena do tóniny C major, nicméně v části C (běžně označované jako „Trio“) moduluje do F major a v části D přechází zpět do C major. V části B je uvedeno, že melodie má být při opakování hrána o oktávu výše.
Současný skladatel Monroe Rosenfeld v listu St. Louis Globe-Democrat ze 7. června 1903 označil skladbu za „nejlepší a nejpříjemnější“ z dosavadních Joplinových skladeb. Joplin skladbu možná zahrál na dobročinné akci v Parsonsu v Kansasu 27. dubna 1904.
Sugestivní je věnování ragu „Jamesi Brownovi a jeho Mandolin Clubu“, autor Rudi Blesh napsal, že „některé melodie připomínají vybrnkávání a rychlá tremola malých ocelových strunných nástrojů, na které se hraje trsátkem“. Stark vydal úpravu skladby pro dvě mandolíny a kytaru.

## Publikace
Autorská práva na byla zaregistrována 29. prosince 1902 spolu s dalšími dvěma ragy, „A Breeze from Alabama“ a „Elite Syncopations“. Všechny tři skladby vydalo nakladatelství Stark. Ústředním prvkem původní obálky byla karikatura černocha ve společenském oděvu na divadelním jevišti, který se účastnil minstrel show.[zdroj?]

## Popularita a odkaz
V listopadu 1970 vydal Joshua Rifkin nahrávku s názvem Scott Joplin: Piano Rags na klasickém labelu Nonesuch, kde se jako druhá skladba objevil „The Entertainer“. Během prvního roku se jí prodalo 100 tisíc kopií a nakonec se stala první milionovou deskou společnosti Nonesuch. Dne 28. září 1974 se v žebříčku Billboard Best-Selling Classical LPs deska umístila na 5. místě, navazující Volume 2 na 4. místě a kombinovaný komplet obou dílů na 3. místě. Samostatně se oba svazky držely v žebříčku šedesát čtyři týdnů. Album bylo v roce 1971 nominováno na dvě ceny Grammy, a to v kategoriích Nejlepší notové album a Nejlepší sólový instrumentální výkon (bez orchestru), ale při slavnostním předávání 14. března 1972 Rifkin nezvítězil ani v jedné kategorii. V roce 1979 Alan Rich pro New York Magazine napsal, že tím, že dal umělcům jako Rifkin příležitost vydat Joplinovu hudbu na disku, Nonesuch Records „téměř sám vytvořil Scott Joplin revival“.
Marvin Hamlisch lehce upravil a zaranžoval Joplinovu hudbu pro film Podraz z roku 1973, za který 2. dubna 1974 získal Oscara za nejlepší původní hudbu a adaptaci. Jeho verze písně „The Entertainer“ se 18. května 1974 dostala na třetí místo v žebříčku Billboard Hot 100, což přimělo deník The New York Times napsat, že „celý národ si jí začal všímat“. Díky filmu a jeho hudbě začala být Joplinova tvorba oceňována ve světě populární i vážné hudby a stala se (slovy hudebního časopisu Record World) „klasickým fenoménem desetiletí“. Ve Spojených státech je „The Entertainer“ jednou z mnoha písní, které běžně hrají zmrzlináři, aby upoutali pozornost.